# Бальдассаре Перуцці

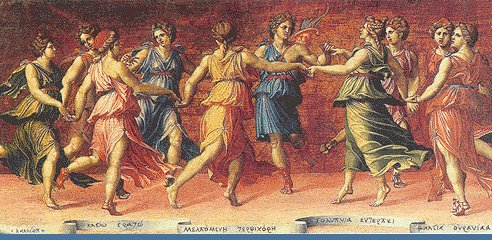
Музи танцюють з Аполоном

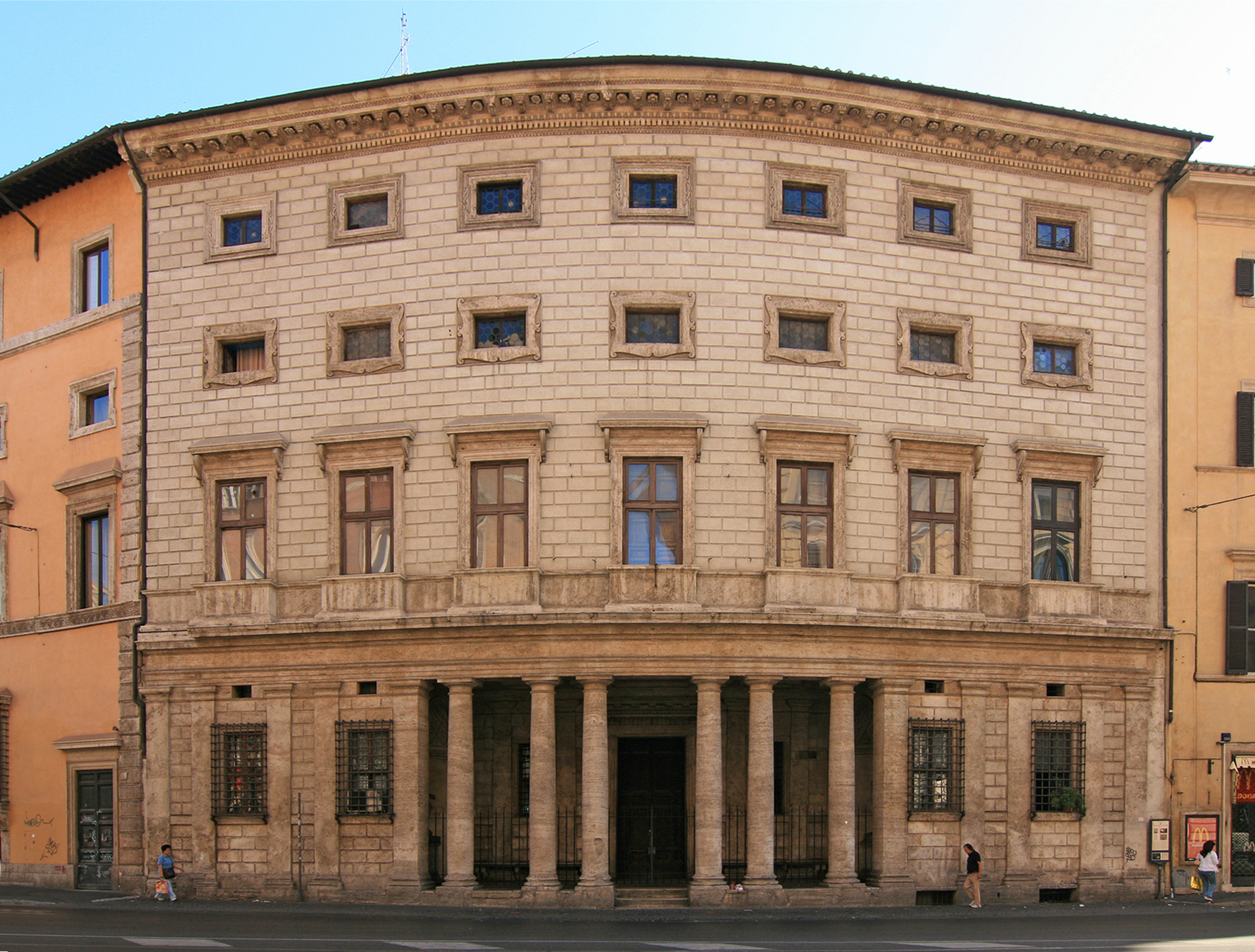
Palazzo Massimo alle Colonne, Рим

Бальдассаре Перуцці (італ. Baldassare Tommaso Peruzzi; 15 січня 1481, Сієна — 6 січня 1536, Рим) — італійський архітектор і живописець епохи пізнього Ренесансу.

## Біографія
Працював разом з Донато Браманте і Рафаелем над віллою Фарнезіна. Після смерті Рафаеля у 1520 очолював роботу з будівництва Собору Святого Петра в Римі. Його останньою спорудою став Palazzo Massimo alle Colonne в Римі (1532—1536) яка вважається однією з найважливіших зразків ман'єризму.
Особливе значення для архітектурної теорії Ренесансу є графічне докуметнування античних споруд. Ці роботи стали основою «Семи книг Архітектури» виданих його співробітником Себастьяно Серліо і настільною книгою архітекторів другої половини 16 століття.
Похований у Пантеоні в Римі, збоку свого метра Рафаеля.

## Роботи
Пензлю Перуцці належать фрески в Санта Марія делла Паче, Палаццо Мадама, римських церквах Сант Онофріо аль Джаніколо, Сан П'єтро ін Монторіо і Сан Рокко.